# Pagar Jati (Lubuk Pakam)
Pagar Jati is een bestuurslaag in het regentschap Deli Serdang van de provincie Noord-Sumatra, Indonesië. Pagar Jati telt 6183 inwoners (volkstelling 2010).